# 加勒比海沼海鯰
加勒比海沼海鯰為輻鰭魚綱鯰形目海鯰科的其中一種，分布於哥倫比亞至巴西大西洋岸淡水、半鹹水水域、海域，棲息深度15-20公尺，體長可達100公分，棲息在河口區、沿海、潟湖，屬肉食性，雄魚會以口孵卵，可做為食用魚。

## 擴展閱讀
維基物種上的相關：加勒比海沼海鯰